# Santa María de Huerta
Santa María de Huerta è un piccolo comune spagnolo di 442 abitanti situato nella comunità autonoma di Castiglia e León, sul fiume Jalon nella comarca della Tierra de Medinaceli. È noto per il suo monastero cistercense che porta il nome di Santa Maria de Huerta, uno dei più belli di Spagna. Il comune è formato dal capoluogo dove si trova il monastero e da tre piccoli borghi: Arcos de Jalon, Ariza e Monteagudo. Si trova al confine storico fra i regni di Castiglia e Aragona nella fertile pianura del rio Jalon, sulla Autovia A2 del Nordeste a 177 km da Madrid e 136 da Saragozza.

## Storia
La storia del comune si identifica con quella del monastero. Nel 1162 il re di Castiglia Alfonso VII, per soddisfare un voto, chiamò alcuni monaci francesi provenienti da Verduns in Guascogna dell'Ordine Cistercense di Stretta Osservanza che si attenevano alla regola stabilita da san Benedetto nel VI secolo e li alloggiò a Cantavos l'attuale Fuentelmonge a 15 km da Huerta in una fattoria che si rivelò insufficiente e scarsa d'acqua per la comunità monacale che nel frattempo aumentava di numero. A partire dal 1179 s'iniziò a costruire il grande monastero ad opera di Alfonso VIII il Nobile in una località ricca d'acqua vicino al fiume Jalon. Nel corso dei secoli il Monastero crebbe in potere e ricchezza e fu sempre abitato dai monaci fino al 1835 quando intervenne la legge che va sotto il nome di Desamortización decisa  da Juan Álvarez Mendizábal e i monaci furono costretti ad abbandonare il monastero.
Juan Álvarez Mendizábal (1790-1853) fu un uomo politico ed economista capo del governo spagnolo nel 1835-1836 che fece l'importante riforma della Desamortización che, nonostante il breve periodo di vita del suo governo, esercitò un notevole influsso sull'evoluzione della società spagnola nel XIX secolo e in quello successivo. Con questa legge si aboliva la cosiddetta manomorta termine col quale s'indicava nel diritto medievale il complesso dei beni immobiliari sottratti all'alienazione e non sottoposti a tasse successorie, perché appartenenti ad enti o fondazioni, di solito della Chiesa o di ordini religiosi. Questi beni vennero espropriati, lottizzati e venduti all'asta. Lo scopo di questa operazione, nelle intenzioni di Mendizábal era quello di favorire la nascita di un ceto medio borghese che in Spagna non si era ancora formato a differenza del resto d'Europa. La legge non realizzò 
quest'intento e favorì il latifondismo perché nobili o ricchi borghesi riuscirono molto spesso ad aggiudicarsi le aste. Il monastero di Huerta, abbandonato, rischiò di andare in rovina, ma per fortuna vi fu uno studioso d'arte e di storia che intervenne affinché si provvedesse alla sua conservazione e che nel 1882 fosse dichiarato monumento nazionale. Per quasi un secolo il Monastero non ebbe più monaci, dei quali ritornò un piccolo nucleo nel 1930 proveniente dal monastero cantabrico di Vinceli. Attualmente la comunità è formata da una ventina di monaci che hanno favorito anche il nascere di una comunità di laici che si appoggiano al monastero ed esercitano una funzione culturale ospitando convegni, conferenze, concerti e vivono del loro lavoro secondo le prescrizioni dell'Ordine: ora et labora.
L'economia del paese è basata sull'agricoltura. Nel 2006 si è iniziata la costruzione di un ospedale per pazienti affetti da gravi malattie non solo spagnoli ma aperto a tutti gli europei che dovrebbe aprire nuove 
prospettive di sviluppo per la città e garantire nuove possibilità di lavoro.

## Il Monastero
La Chiesa ha la facciata originaria romanico-gotica, l'interno è stato completamente barrocchizzato nel XVII secolo e contiene le tombe dei duchi di Medinaceli. Il Refettorio è un grande ambiente gotico del 1215, a volta, con un rosone e un pulpito cui si accede mediante una bella scala. Accanto c'è l'antica cucina.
Il Chiostro dei cavalieri, il cui nome deriva dalla consuetudine nei tempi passati di seppellirvi nobili o persone importanti, è un bel chiostro a due piani quello inferiore gotico del XIII secolo; il piano superiore è del 1531 con decorazioni plateresche molto ricche che rappresentano diversi temi ed eventi: scene bibliche e della scoperta dell'America, ritratti di santi, di abati, di re di Castiglia.
Il Chiostro de la Hospedeleria è della fine del XVI secolo in stile manieristico herreriano. Qui è l'accesso al Dormitorio dei Conversi, grande sala romanica del XII secolo divisa in due navate con basse colonne e volte ogivali.

## Feste
San Bernardo, il 20 agosto organizzata dai giovani del borgo, la Virgen del Destierro organizzata dal paese l'8 settembre e Sant'Antonio il 17 gennaio organizzata dai coscritti.